# Lipoproteinlipase
Das wasserlösliche Enzym Lipoproteinlipase (LPL) dient als Katalysator bei der Aufspaltung (Hydrolyse) von Triacylglycerinen (Triglyceride) aus Lipoproteinen, wie sie in Chylomikronen und Very Low Density Lipoproteinen (VLDL) gefunden werden. Die so entstehenden freien Fettsäuren werden von den Zellen zur Fettsynthese verwendet. Mutationen im LPL-Gen sind für die seltene Hyperchylomikronämie ursächlich. 
Die Lipoproteinlipase (LPL) ist ein wasserlösliches Enzym, das über Proteoglykane an die Endothelzellen der Blutkapillaren gebunden ist und in der Leber hergestellt (synthetisiert) wird. Sie hat die Aufgabe, die im Blut gelösten und an Eiweiß-Fett-Komplexe gebundenen Fettsäurespeicher, die Triacylglycerine, in zwei Fettsäuren und Monoacylglycerin zu spalten und so für den weiteren Stoffwechsel nutzbar zu machen. Wie die Pankreaslipase und andere Lipasen befindet sie sich außerhalb von Zellen, man bezeichnet sie deswegen auch als extrazelluläre Lipasen. Das durch die Spaltung freiwerdende Glycerin kann in der Leber weiter verstoffwechselt werden, während die Fettsäuren von den Zielzellen aufgenommen werden. So kann die Versorgung von Fettzellen mit Fettsäuren gesichert werden. Angeregt wird die Lipoproteinlipase durch Insulin, Cofaktor für diese Reaktion ist das Apolipoprotein C-II, das Bestandteil von Chylomikronen und VLDL (Lipoproteine) ist.
Nach intravenöser Heparin-Injektion kann es zu einem Herauslösen der LPL aus der Proteoglykan-Bindung kommen, was zu einer erhöhten LPL-Aktivität im Serum, genannt post-Heparin-lipolytische-Aktivität (PHLA), führt.